# Shottas
Shottas är en amerikansk långfilm från 2002 i regi av Cess Silvera, med Ky-Mani Marley, Spragga Benz, Louie Rankin och Paul Campbell i rollerna.

## Handling
Biggs (Ky-Mani Marley) och Wayne (Spragga Benz) är kompisar, uppväxta i fattigdom på Jamaica. Redan som unga killar börjar de intressera sig för brott som en väg att ta sig ut ur fattigdomen. USA hägrar. Som unga män blir de gangstrar; shottas. Tillsammans med sina underlydande bildar de ett av de mäktigaste gängen på Jamaica, och sedan i Miami. Med hjälp av list, hänsynslöshet och vapen kontrollerar de den undre världen. Tillsammans njuter de av vackra kvinnor, pengar, bilar och allt det goda i livet. De gör också vänner och släktingar till brottslingar. Men allt har förstås ett pris. 

## Soundtrack
- Damian Marley - Welcome to Jamrock
- Barry Brown - Far East
- Nitty Gritty - Trial and Crosses
- Little John - In the Ghetto
- Bob Marley - Coming in From the Cold
- Dead This Time - Bounty Killer
- Bad Long Time - Hawkeye
- Spragga Benz & Lady Saw - Backshot
- Damian Marley - Catch a Fire
- Pan Head - Gun Man Tune
- Big Yard Allstars - Gangsta Story
- Tonto Irie - It a Ring
- Ky-Mani Marley - Fire
- Junior Cat - Would a Let You Go
- Pinchers - Bandelero
- John Wayne - Call the Police
- Nicky Seizure - Quench the Fire
- Ky-Mani Marley - I Believe
- Ky-Enie - Rain
- Inner Circle - Discipline Child
- Nicky Seizure - Revelation Time
- Ky-Mani Marley - The March